# Eugène Frische
Eugène Frische (1850 - 1919) was de Leuvense stadsarchitect van 1877 tot 1919. Hij was de opvolger van Edouard Philippe Lavergne. Frische volgde een eclectische stijl, neogotisch met elementen uit de art nouveau en de moderne architectuur.  Zijn architectuur wordt gekenmerkt door een functioneel karakter, het veelvuldig gebruik van ijzerconstructies, een evenwichtige gevelopbouw en het gebruik van plaatselijke materialen zoals baksteen en arduin.

## Leven
Eugène Frische was gediplomeerd ingenieur-architect van de École du Génie Civile in Gent. Hij studeerde daarnaast architectuur aan de Koninklijke Academie te Gent bij architect Pauly, bekend om zijn ijzerbouwprojecten.
Hij werd in 1878 benoemd tot stadsarchitect van Leuven en bleef directeur van Openbare Werken tot aan zijn overlijden in 1919. Doorslaggevend bij zijn aanwerving was zijn ontwerp voor het Kursaal van Oostende, een gewaagde ijzerconstructie.
Hij was ook leraar aan de Academie voor Schone Kunsten van Leuven.

## Werken
Door de invoering van de leerplicht tot veertien jaar was er een groot tekort aan stadsscholen ontstaan in Leuven. Eugène Frische ontwierp onder meer:
- Vishal op de Vismarkt in Leuven. Gebouwd in 1884, gesloopt in 1972.[3]
- Kiosk in het Sint Donatuspark
- Slachthuis (Kapucijnenvoer), opgetrokken in 1908, nu omgevormd tot woon- en winkelproject.
- Stadsschool nr. 3 (Kapucijnenvoer 47, Leuven), voormalige stedelijke meisjesschool.
- Stadsschool nr. 4 (Riddersstraat, Leuven), voormalige jongensschool, in 1884 opgetrokken en gebaseerd op de modelschool van E. Hendrickx (Henegouwsesteenweg, Brussel).
- Klokkengietershuis, later omgebouwd tot stadsschool nr. 6 (Naamsestraat, Leuven), opgetrokken in 1842, nieuwe woning met poortgebouw in neoclassicistische stijl.
- Stadsschool nr. 7 (Weldadigheidsstraat, Leuven), meisjesschool in opdracht van het Leuvense stadsbestuur gebouwd tussen 1910 en 1911.
- Openbaar zwembad, verwarmd maar niet overdekt, werd gebouwd in 1911 op de hoek van de Kapucijnenvoer en de Tervuursevest.[4]

## Restauraties
- Stadhuis
- Sint Pieterskerk
- Sint Michielskerk
- Kapel van de Fiere Margriet